# Kivisaari (ö i Muonioälven)
Kivisaari är en ö i Sverige. Den ligger i Muonioälven och i Kiruna kommun intill gränsen mellan Sverige och Finland. Öns area är 6,7 hektar och dess största längd är 440 meter i nord-sydlig riktning.